# Wojciech Jarociński

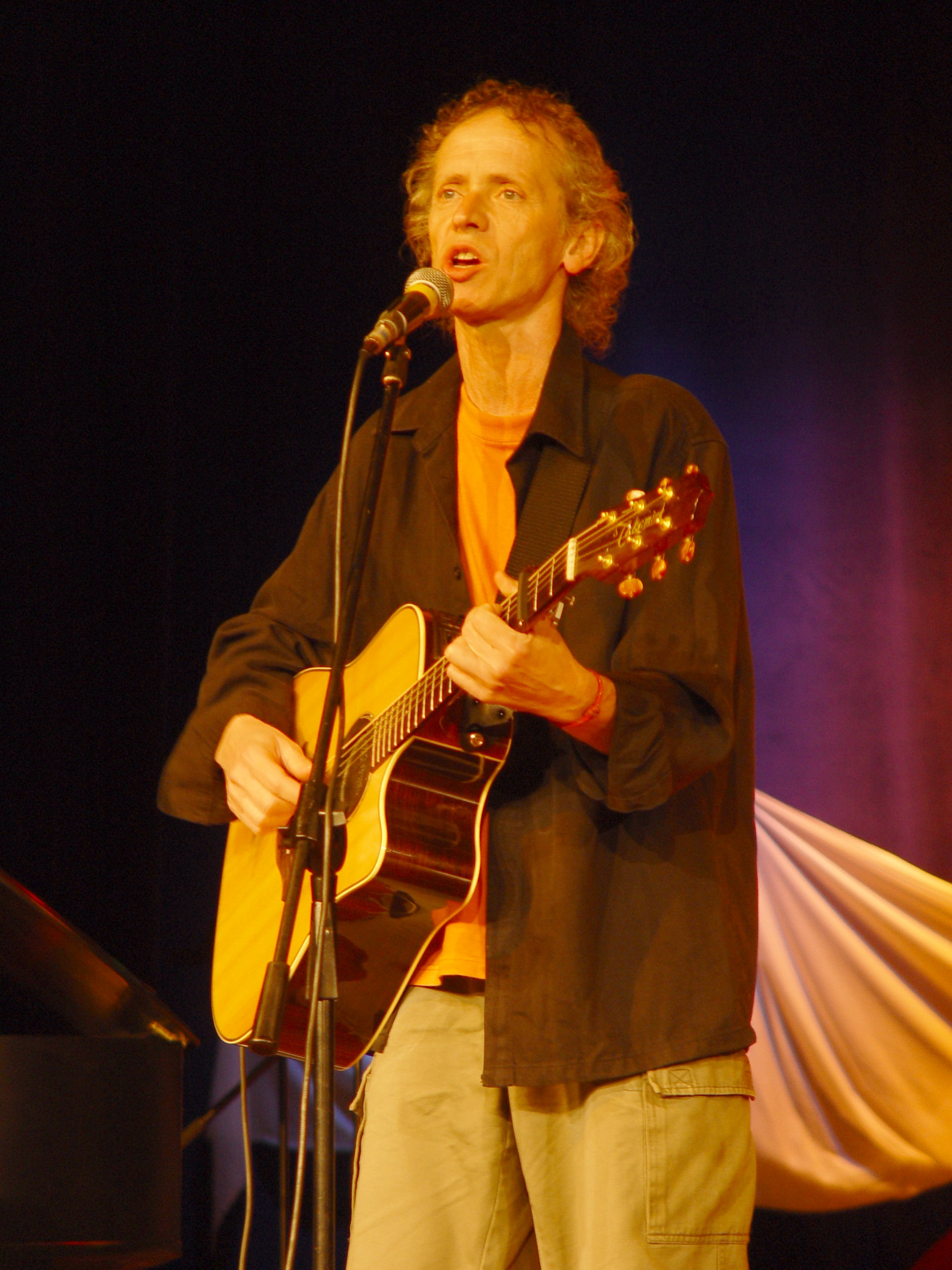
Koncert Wolnej Grupy Bukowina w Busku-Zdroju, 31 maja 2008 r.

Wojciech Jarociński (ur. 10 maja 1950 w Chełmży) – polski gitarzysta, wokalista, autor tekstów i kompozytor z kręgu poezji śpiewanej.
Uczestnik pierwszej Ogólnopolskiej Turystycznej Giełdy Piosenki Studenckiej. Członek zespołu Wolna Grupa Bukowina, założyciel grupy S.A.D. (Samozwańcza Akademia Dźwięku – zespół istniał przez pięć miesięcy 1999 roku). W swoim dorobku ma również solową płytę Eldorado (2004). Mieszka w Jeleniej Górze.

## Dyskografia

### Płyty autorskie
- 2004: Eldorado

### Inne nagrania
- 1979: Nasza Basia Kochana – Nasza Basia Kochana – gościnnie (śpiew)
- 1986: Elżbieta Adamiak – Do Wenecji stąd dalej co dzień – gościnnie (harmonijka ustna, śpiew)
- 2004: Różni wykonawcy – Gdy się Chrystus rodzi[2]
- 2006: Różni wykonawcy – Gitarą i piórem 3